# Gustaf Adam Banér
Gustaf Adam Banér, "Dulle-Banér" ('tokiga Banér'), född 1624, död 1681, var en svensk greve, överste, riksstallmästare och riksråd. Generalguvernör över Ingermanland och Kexholms län. Han var son till Johan Banér (1596-1641) och Katarina Elisabeth von Pfuel (1598-1636) samt kusin till Gustaf Persson Banér.

## Biografi
På grund av faderns förtjänster blev han greve 1651, anställdes 1653 som överkammarherre vid drottning Kristinas hov och blev senare överste för gardet samt riksstallmästare. Hans obändiga våldsamhet och fullkomliga brist på hyfs gjorde honom emellertid snart omöjlig för viktigare offentliga värv. 
Tillfälligtvis kom Gustaf Banér att spela en politisk roll under riksdagen i Uppsala 1675, då han användes som redskap av det parti, som gjorde ett misslyckat försök att störta rikskansleren Magnus Gabriel De la Gardie. Det var Gustaf Banér, som i adelns sammanträdesrum 13 september "hittade" en anonym och med förvänd stil skriven sedel, som beskyllde De la Gardie för att ha fällt förgripliga yttranden om konungens person. 
Gustaf Banér blev genom sina galenskaper en visa över hela landet; ett av hans otaliga äventyr var hans förhållande till Maria Skytte, dotter till riksrådet Bengt Skytte. Banér levde offentligen tillsammans med henne, trots att han sedan 1664 var gift med Katarina Lillie, uppväckte så mycken förargelse att han kallades inför hovrätten till edgång på att hans förhållande till Skytte icke varit brottsligt, varefter han fick en varning av rådet och förvisades från hovet. 
Oviljan ökades ytterligare när han en tid efter sin hustrus död 1667 ingick ett nytt, men olagligt äktenskap med Maria Skytte. Han blev därför offentligen anklagad och dömd till sex års landsflykt, men lyckades vinna nåd och få sitt äktenskap stadfäst. Kort därpå inlät han sig i nya olagliga upptåg, så att han återigen blev allvarligen tillrättavisad av rådet. Han dog 1681.
Han var ägare till Östra Gymnasiehuset på Riddarholmen i Stockholm.